# Museum of Young Art

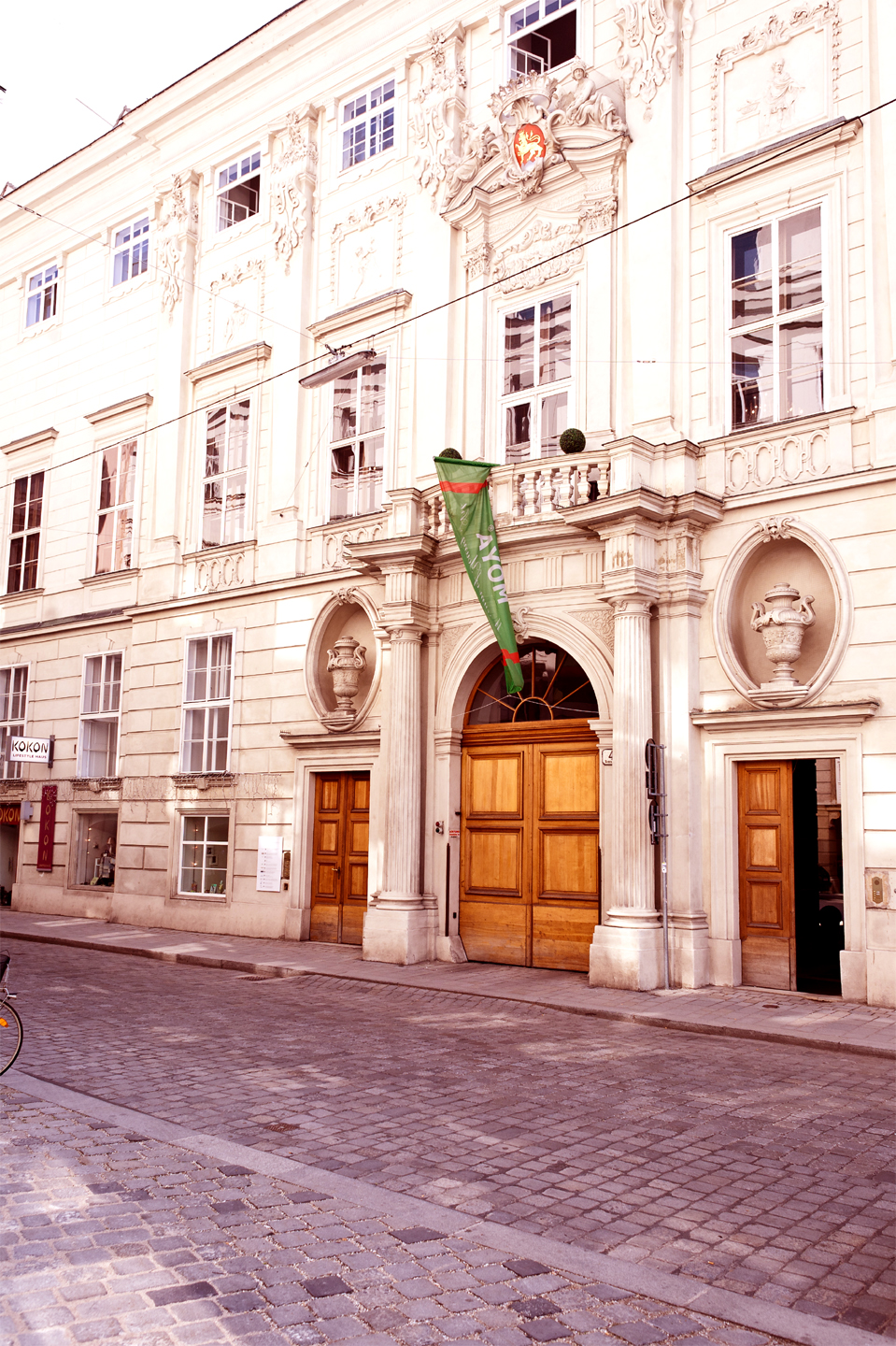
MOYA-Museum of Young Art – Fassadenansicht Palais

Das Museum of Young Art (MOYA) war ein von 2005 bis 2015 bestehendes Privatmuseum in Wien, das Junger Kunst des 21. Jahrhunderts gewidmet war. Ziel war es, Junge Kunst zu fördern und Talente zu entdecken. Die ausstellenden Künstler mussten nicht etabliert sein, vielmehr gab es eine Spezialisierung auf Frühwerke. Ein Risiko in Bezug auf die langfristige kunsthistorische Relevanz wurde dabei bewusst eingegangen. Verkaufserlöse gingen an die Künstler oder an Charity-Organisationen.

## Geschichte
Gegründet und geführt wurde das Museum im Jahr 2005 vom schweizerisch-deutschen Kunsthistoriker und Kunstmanager Kolja Kramer. Der erste Standort befand sich an der Wiener Ringstraße, neben Burgtheater und Rathaus. Im Jahr 2010 zog es in das Palais Schönborn-Batthyány.
2015 wurde das Museum aufgrund von Zahlungsschwierigkeiten geschlossen. Ein Konkursverfahren wurde im Februar 2015 eröffnet und am 28. Oktober 2016 aufgehoben. Anschließend setzte das MOYA seine Aktivitäten fort und widmete sich aufgrund der weltpolitischen Geschehnisse seither ausschließlich einer „Pop Up Art Tour for Peace“, einer europäischen Tour mit Junger Kunst für den Frieden.

## Vertretene Länder und Internationale Relevanz
Im MOYA wurde vor allem zeitgenössische junge europäische Kunst präsentiert, dabei gab es eine besondere Konzentration auf regionale Kunst aus Wien und Österreich und seinen Nachbarländern. Das MOYA in Wien fungierte besonders mit seinen zahlreichen Ausstellungen und Künstlern aus Osteuropa als Tor im Osten. Neben der regionalen Etablierung zeigt sich die internationale Relevanz nicht nur in zahlreichen Beteiligungen internationaler Künstler an Ausstellungen und dem international ausgerichteten Ausstellungsprogramm im MOYA, sondern auch der Rezeption des MOYA im Ausland. Die jährliche Show, die Annuale `Young Art Global´ hat den regionalen Kontext regelmäßig in eine breitere räumlich-zeitliche Perspektive mit internationalen Künstlern aus aller Welt gestellt. Das MOYA war eng mit dem diplomatischen Kreis in Wien verbunden und arbeitete meist sehr eng mit internationalen Kunstinstitutionen zusammen. Im Jahr 2013 erhielt das MOYA die Flamme des Friedens, eine Auszeichnung, die von Mitgliedern der Familie Habsburg für Beiträge zum Weltfrieden gegeben wird.

## Ausstellende Künstler
Zu den Künstlern, die im MOYA ausgestellt haben, zählen beispielsweise Naomi Devil, Die 4 Grazien, Helmuth Gräff, Patricia Jaqueline, Horst Keining, Alex Kiessling, Josef Machynka, Robert Muntean, Katharina Razumovsky, Bianca Regl, Gerhard Reinert, Stylianos Schicho und Liu Xiuming.